# 齐切克帕塞基

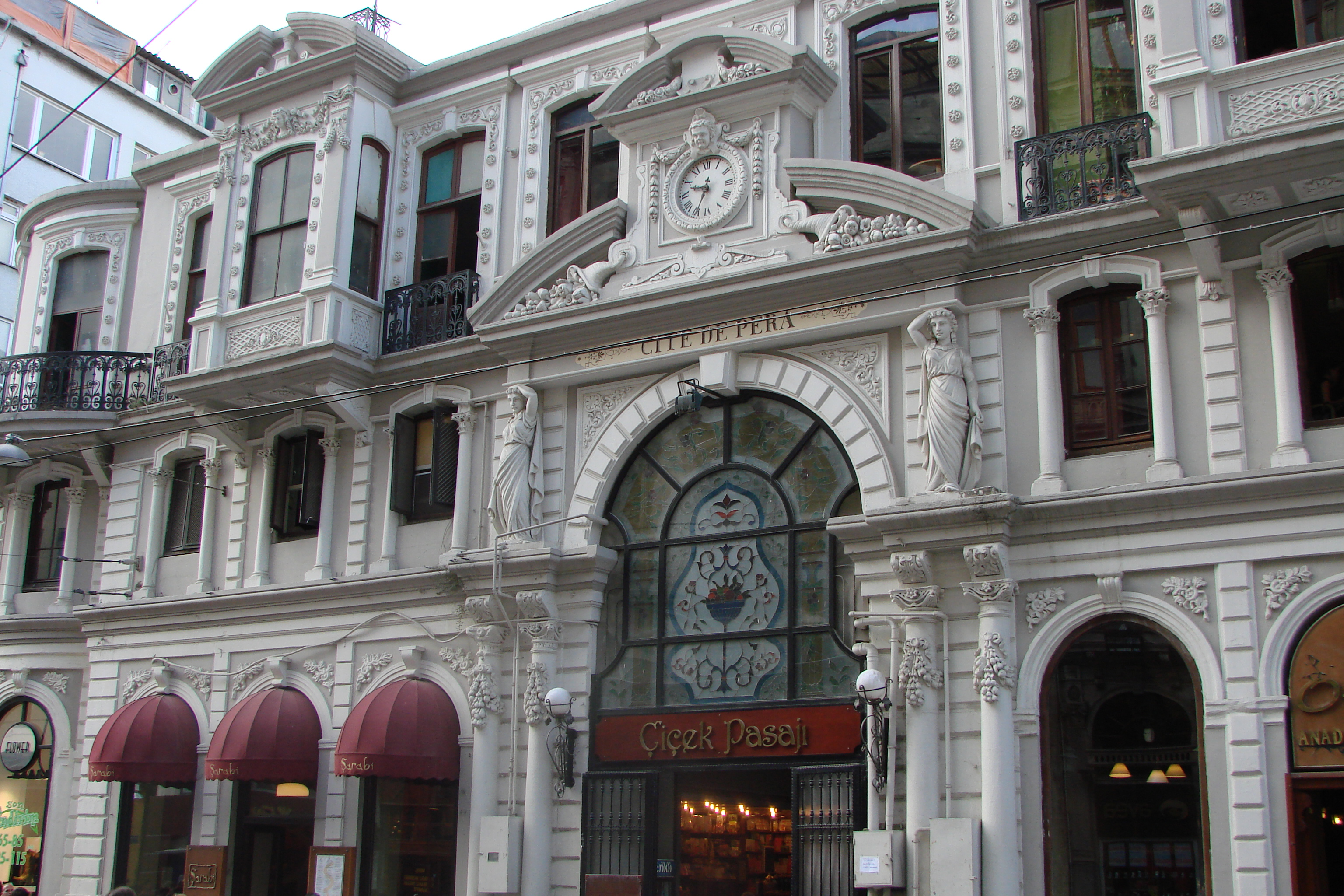
独立大街的齐切克帕塞基

齐切克帕塞基（土耳其语：Çiçek Pasajı，意为鲜花廊街），是土耳其伊斯坦布尔贝伊奥卢区一个著名的古老拱廊街，连接着独立大街和Sahne街。

## 历史
齐切克帕塞基在1876年开业，可以说是意大利米兰埃马努埃莱二世长廊的微型版本，排列着历史悠久的酒吧和餐馆。 
齐切克帕塞基的地点原来是瑙姆剧院，在1870年佩拉大火中受到严重损坏。苏丹阿卜杜勒-阿齊茲一世和阿卜杜勒-哈米德二世经常光临该剧院，朱塞佩·威尔第的剧作《游唱诗人》在此演出的时间早于巴黎歌剧院。 
1870年火灾后，这座剧场由当地希腊族银行家克里斯塔基斯·佐格拉福斯购买，意大利建筑师Zanno设计了目前的建筑，早期称为佩拉城（Cité de Péra）或克里斯塔基斯廊街（Hristaki Pasajı）。 Yorgo酒馆（Yorgo'nun Meyhanesi）是廊街上开设的第一个酒馆。1908年，奥斯曼帝国大維齊爾赛义德帕夏（Sait Paşa）购买了这座建筑，改名为赛义德帕夏廊街。 
1917年俄国革命后，许多贫困的俄罗斯贵族妇女，其中包括一名女男爵，在此出售鲜花。到1940年代，这座建筑物主要为花店占据，因此有了目前的土耳其语名称齐切克帕塞基 Çiçek Pasajı（鲜花廊街）。
1988年这座建筑进行修复后重新开放，开设酒吧和餐厅。 
最近一次修复是在2005年12月。